# Яр-Сале
Яр-Сале́ (рос. Яр-Сале) — село, центр Ямальського району Ямало-Ненецького автономного округу Тюменської області. Адміністративний центр Яр-Салинського сільського поселення.

## Історія
Засноване 1927 року. 1932 року стало центром Ямальського району. У перекладі з ненецької мови «Яр-Сале» означає «піщаний мис»: яр з ненецької — «піщаний», салі — «мис».

## Населення
Населення — 6486 осіб (2010, 4872 у 2002).
Національний склад станом на 2002 рік: ненці — 62 %.

## Економіка
У селі розташовано муніципальне підприємство «Ямальські олені», що займається переробкою оленини, продукція продається в найближчих районах, а також експортується до Німеччини. Є регулярне водне і повітряне сполучення з Салехардом, але в період бездоріжжя транспортне сполучення дуже нерегулярне. Працює краєзнавчий музей.